# Gymnocalycium saglionis
Gymnocalycium saglionis är en kaktusväxtart som först beskrevs av F. Cels, och fick sitt nu gällande namn av Nathaniel Lord Britton och Joseph Nelson Rose. Gymnocalycium saglionis ingår i släktet Gymnocalycium och familjen kaktusväxter. Inga underarter finns listade i Catalogue of Life.

## Bildgalleri

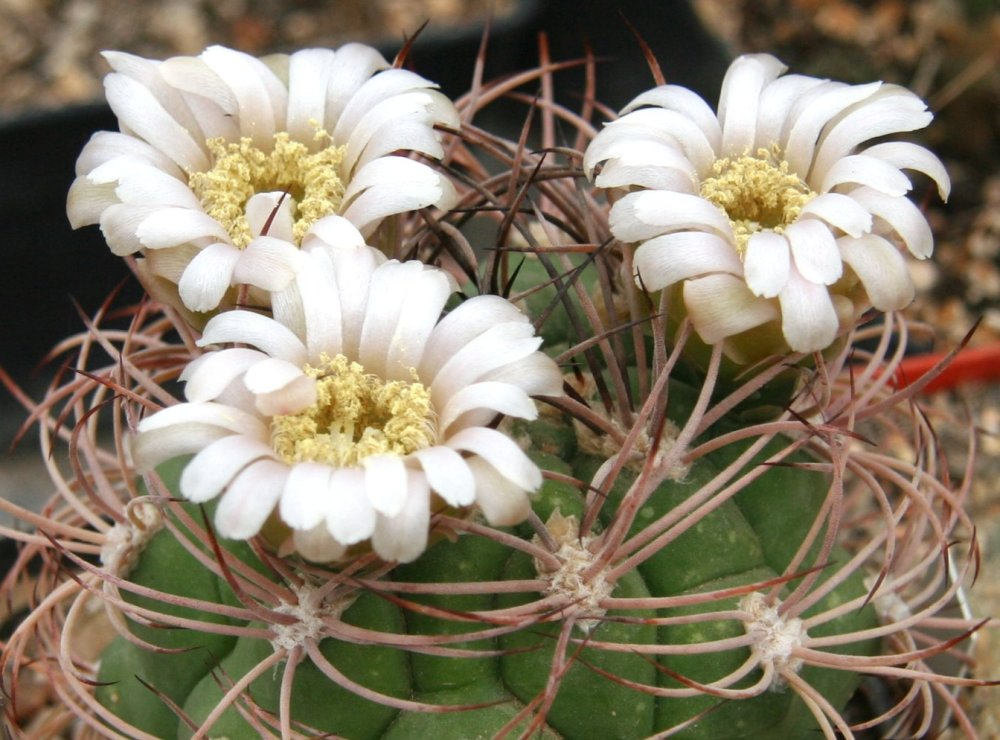
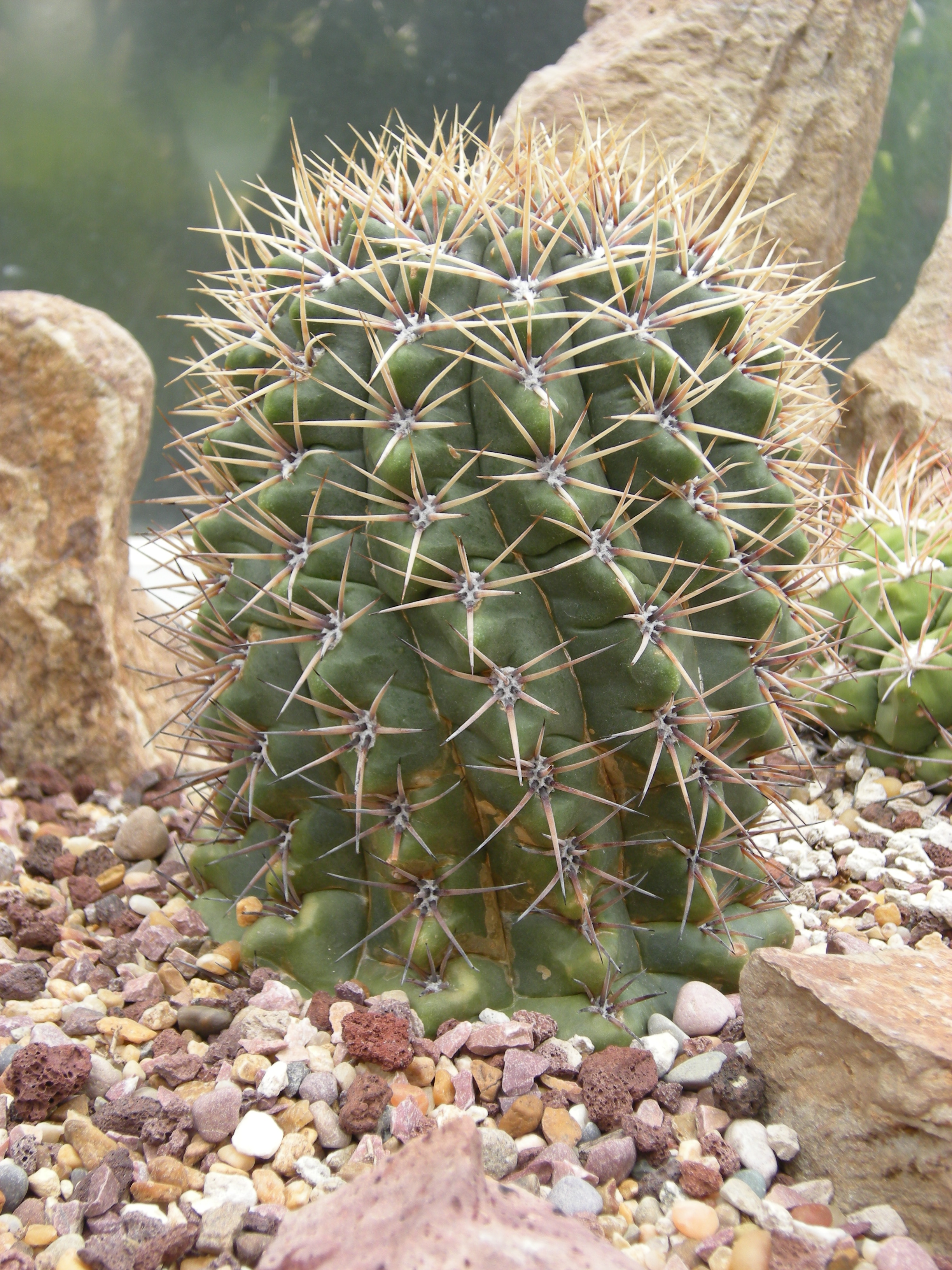
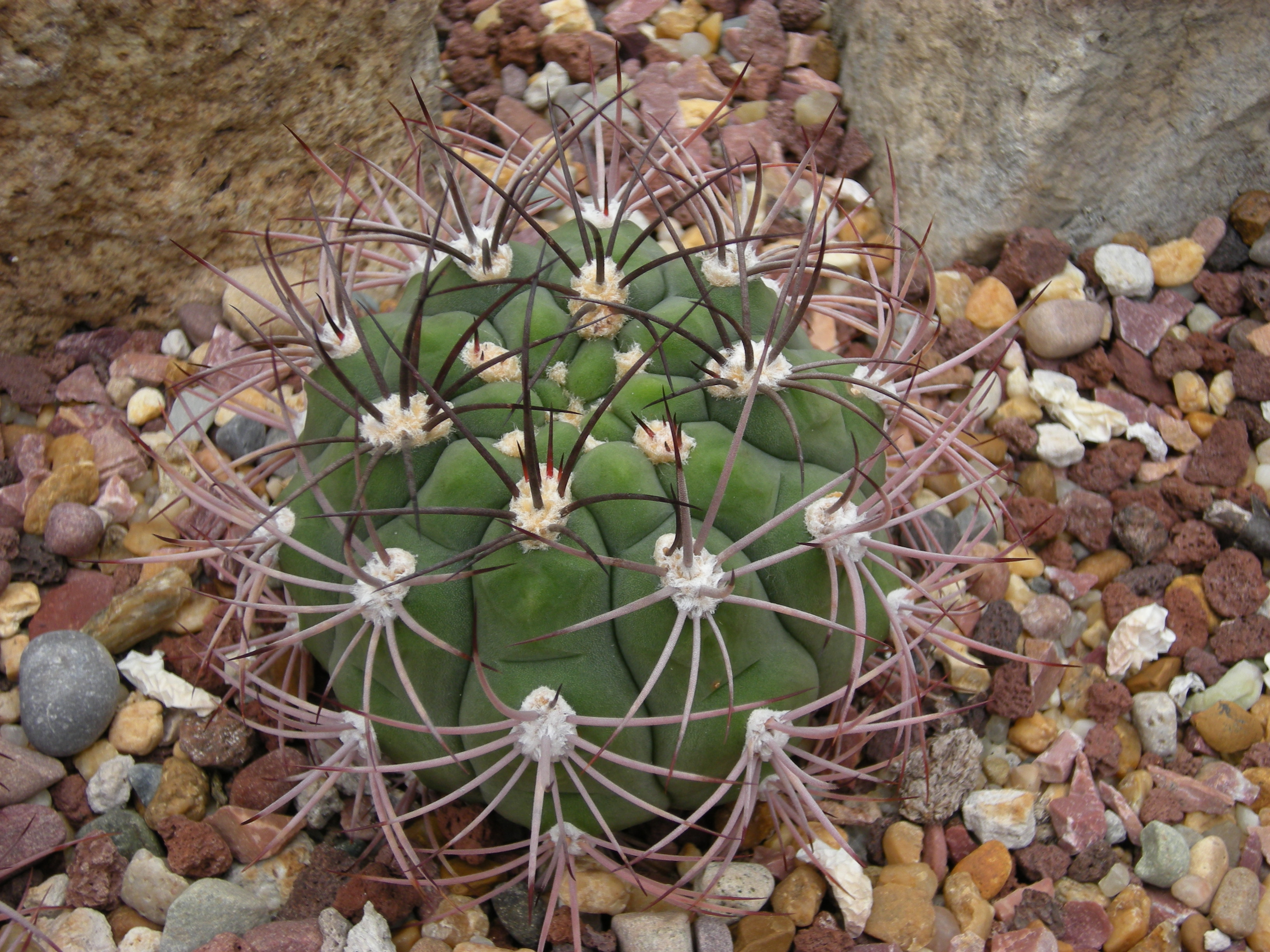
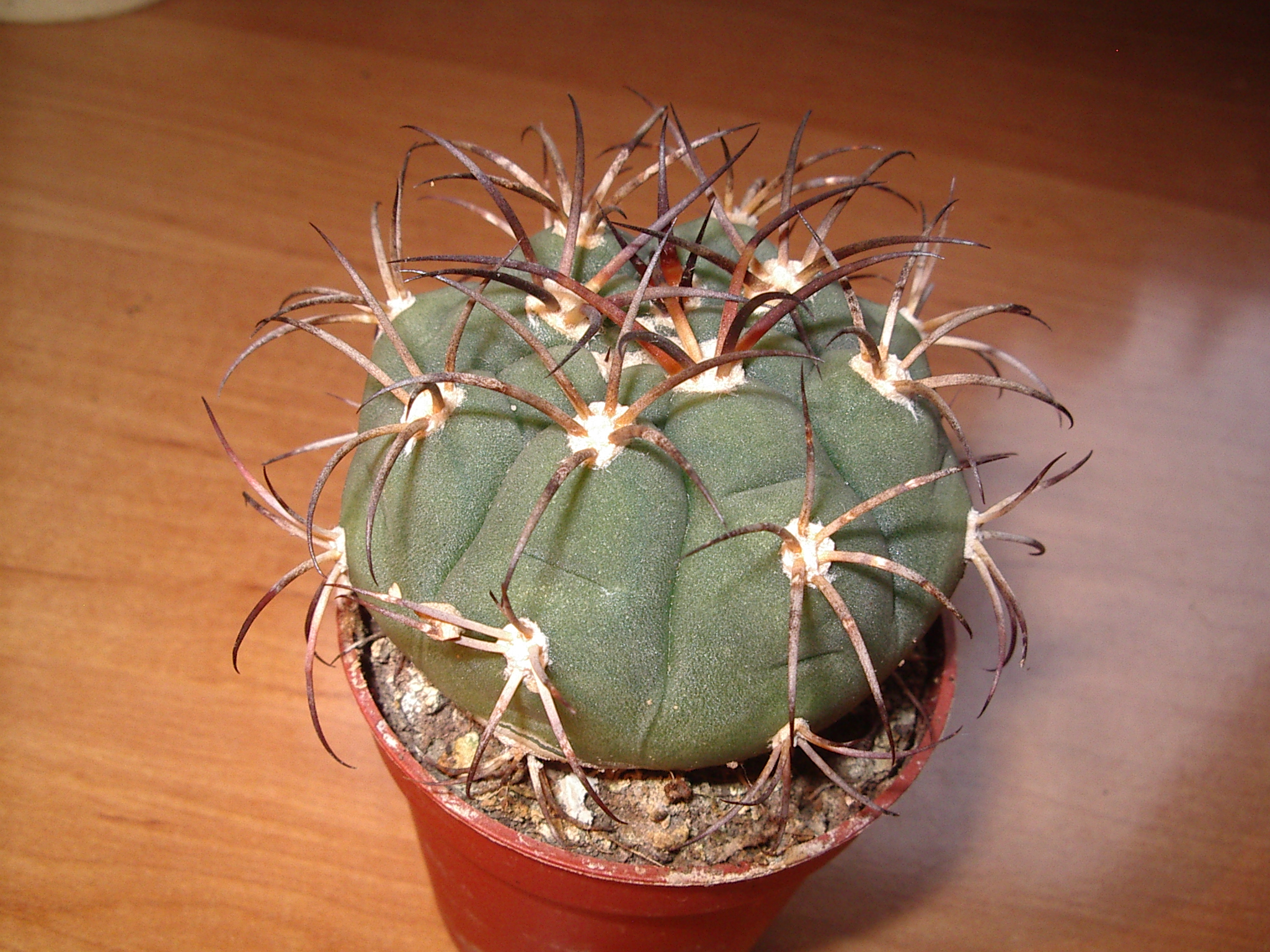
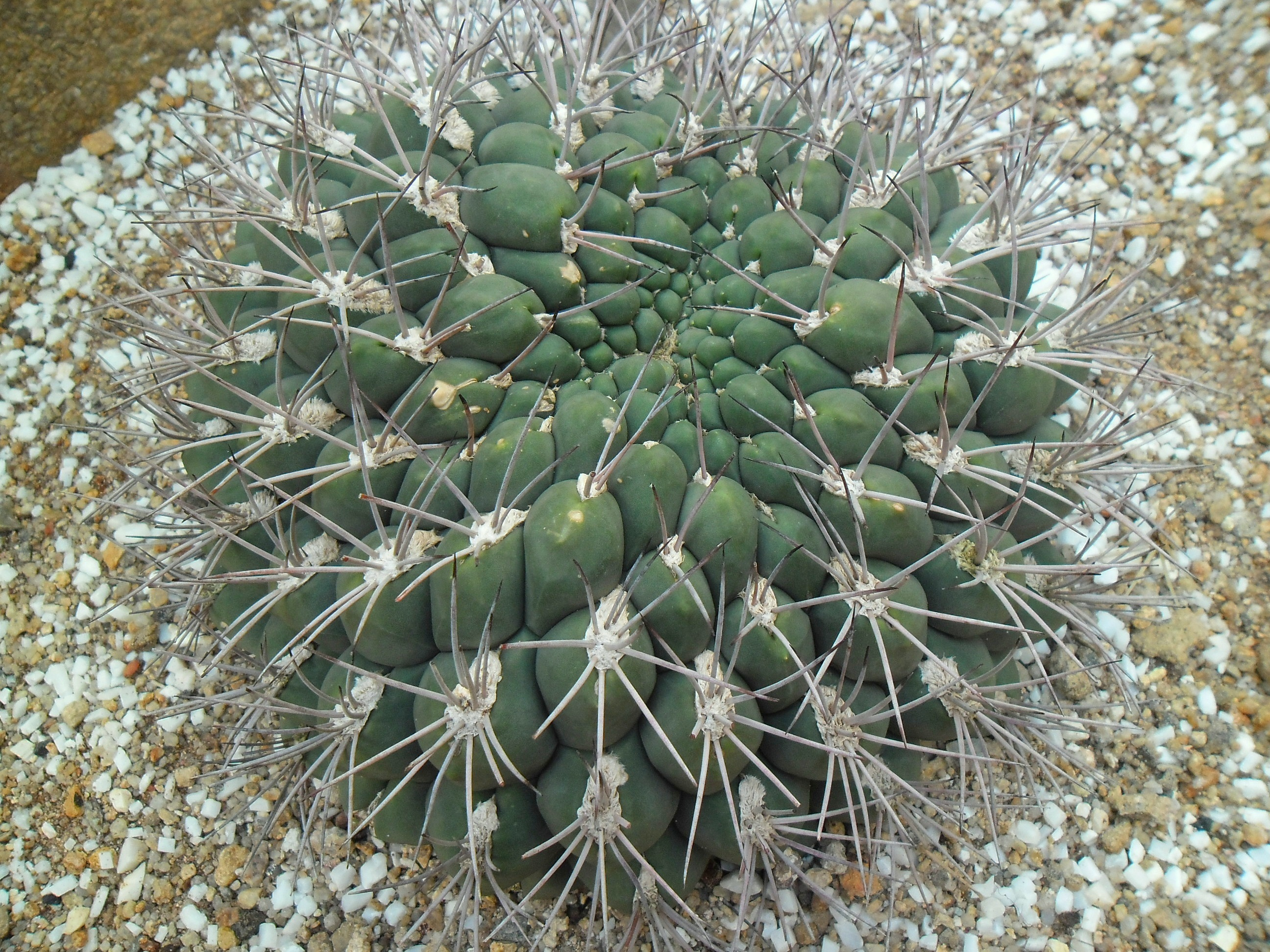
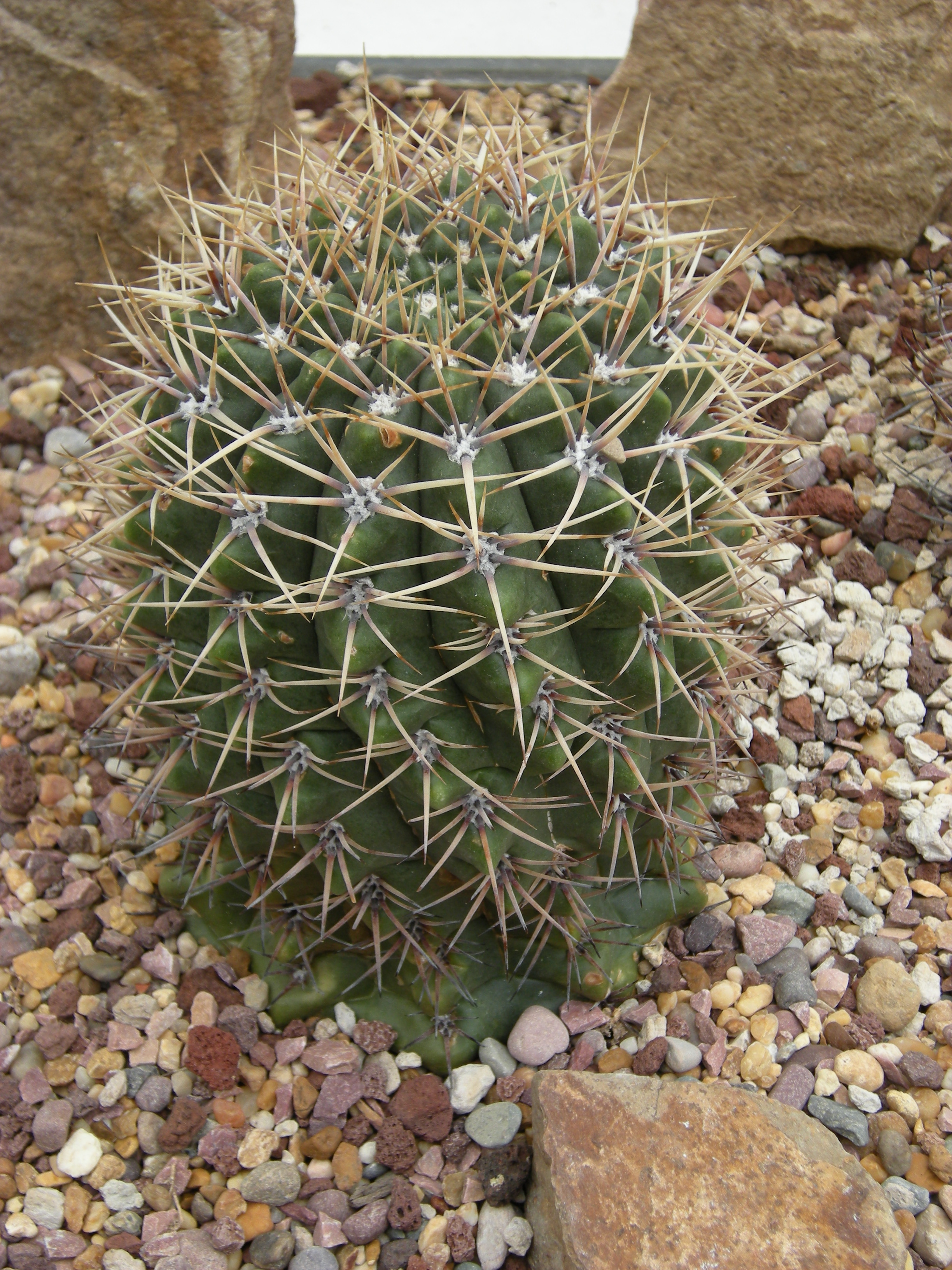